# Døstrup (Mariagerfjord)
Døstrup is een plaats in de Deense regio Noord-Jutland, gemeente Mariagerfjord. De plaats telt 325 inwoners (2008). Het dorp ligt aan de voormalige spoorlijn Hobro - Løgstør. Het stationsgebouw is bewaard gebleven.